# Darkness of Eternity
Darkness of Eternity è l'ottavo album in studio del gruppo symphonic metal finlandese Amberian Dawn, pubblicato nel 2017.

## Tracce
1. I'm the One – 4:06
2. Sky Is Falling – 4:03
3. Dragonflies – 5:42
4. Maybe – 3:36
5. Golden Coins – 3:51
6. Luna My Darling – 4:58
7. Abyss – 3:25
8. Ghostwoman – 4:01
9. Breathe Again – 4:49
10. Symphony Nr. 1 (Part 2: Darkness of Eternity) – 4:16
11. Anyone – 3:38

## Formazione

### Gruppo
- Päivi "Capri" Virkkunen – voce
- Tuomas Seppälä – tastiere, chitarra
- Joonas Pykälä-Aho – batteria
- Emil "Emppu" Pohjalainen – chitarre
- Jukka Hoffren – basso